# 후루카와촌 (후쿠오카현)
후루카와촌(古川村)은 후쿠오카현 야메군에 설치되었던 촌이다. 현재의 지쿠고시에 해당한다.